# Weberbank
Die Weberbank Actiengesellschaft ist eine Privatbank mit Sitz in Berlin. Ihr Geschäftsfeld ist Vermögensmanagement mit Privat- und institutionellen Anlegern.

## Geschichte
Die Weberbank wurde von den Bankiers Hans Weber als Komplementär (80 %) und Georg Michaelis als Kommanditist (20 %) am 10. September 1949 als KGaA gegründet. Bankier Hans Weber wirkte überwiegend nach außen. Als die Berliner Börse am 11. März 1952 wiedereröffnete, wurde Hans Weber zu ihrem ersten Präsidenten. Er verstarb am 2. Juli 1966 bei einem Reitunfall. Sein Schwiegersohn, Ehrhardt Bödecker, übernahm die Leitung der Bank.
Zum 1. Januar 1994 fusionierte die Bank mit der Berliner Industriebank zur Weberbank Berliner Industriebank KGaA.
Im Jahr 2001 wurde sie umfirmiert in Weberbank Privatbankiers KGaA; die Aktienmehrheit hielt die damalige Bankgesellschaft Berlin über die Landesbank Berlin. Aufgrund staatlicher Beihilfen für die Muttergesellschaft drängte die EU-Kommission u. a. zum Verkauf der Weberbank. Dieser erfolgte zum Dezember 2005 an die WestLB AG. Kurz darauf folgte die Expansion der Weberbank nach Nordrhein-Westfalen. Einige Zeit später erhielt auch die WestLB staatliche Beihilfen, und die EU-Kommission verlangte erneut u. a. die Veräußerung der Weberbank: Seit 1. Juli 2009 ist sie Tochtergesellschaft der Mittelbrandenburgischen Sparkasse in Potsdam (MBS).

## Geschäftsmodell
Die Weberbank bietet Dienstleistungen aus dem Bereich Vermögensmanagement, zum Beispiel Vermögensverwaltung, Family-Office, Steuer- und Nachfolgeplanung, Immobilienfinanzierung, Stiftungsmanagement, sowie aus den Geschäftsfeldern Vermögensaufbau, nachhaltige Geldanlage, Vorsorge und Finanzierungen.

## Gesellschaftliches Engagement
Die Weberbank unterstützt in Berlin förderungswürdige Aktivitäten und Initiativen über eine zu diesem Zweck eingerichtete Stiftung.